# 大卫·O·塞尔兹尼克
大卫·O·塞尔兹尼克（David O. Selznick，1902年5月10日—1965年6月22日），生于美国匹兹堡，犹太人，美国电影业巨擘，《乱世佳人》的编剧，连续两年夺得奥斯卡最佳影片奖。
他是好莱坞黄金时代核心传奇制片人之一，最成功的作品莫过于1939年的《乱世佳人》，由此首夺奥斯卡最佳影片奖。随后第二年又以《蝴蝶梦》卫冕同一奖项，创下了奥斯卡奖奇迹之一。

## 生平
大卫·O·塞尔兹尼克出生于匹兹堡市，他的父亲是默片销售员。他考入了哥伦比亚大学，然而在1923年由于父亲破产他没能完成自己的学业。1926年他来到了好莱坞，利用父亲的关系在米高梅找到了一个助理剧情编辑的工作。1928年他加入了派拉蒙电影公司，1931年他来到了雷电华公司成为销售主管。在雷电华公司期间他制作了一些相当不错的电影。1930年他迎娶了艾琳·邁耶，她是米高梅公司合伙人的女儿。两人生育了了两个孩子，但是在1948年离了婚。1933年大卫·O·塞尔兹尼克又回到了米高梅公司，1936年他更是开设了自己的制片公司，取名为塞尔兹尼克国际电影公司（Selznick International Pictures），就是在这家公司他拍摄了由小说《飘》改编而来的电影《乱世佳人》，这部影片获得了1939年的奥斯卡最佳影片奖等多个大奖。原先塞尔兹尼克向原著作者玛格丽特·米切尔支付了5万美元买下版权拍摄电影，电影大获成功后他又额外向原作者支付了5万美元。不过日后他以2万美元的价格卖掉了《乱世佳人》，然而这部影片长盛不衰在之后的50年中依旧在盈利，这也是塞尔兹尼克做过的最后悔的事之一。1939年，塞尔兹尼克将英国导演阿尔弗雷德·希区柯克带到了好莱坞，第二年希区柯克拍摄的《蝴蝶梦》赢得了奥斯卡最佳影片奖，这也是希区柯克所获得的唯一一个奥斯卡最佳影片奖。
第二次世界大战期间大卫·O·塞尔兹尼克为美国战时新闻局（U.S. Office of War Information）拍摄了多部纪录短片，并清算了自己公司的债务，获取了股东的信任并得到进一步的投资。1943年、1944年期间他又开始独立制作电影，并且遇上了年轻的珍妮弗·瓊斯，这名女演员后来极大地影响了他的生活。战后他和希区柯克拍摄了一部电影《意亂情迷》，男女主演分别为格里高利·派克和英格丽·褒曼 ，1947年希区柯克按照和塞尔兹尼克签订的7年合同同他拍摄了合同期内的最后一部电影。但是从此以后塞尔兹尼克开始受到珍妮弗·瓊斯影响，在她身上花费了大量的时间和金钱用于发展她的职业生涯。之后塞尔兹尼克开始走向下坡路，1954年他开始尝试制作电视节目，他制作的第一个电视节目是时长两小时庆祝电灯发明75周年的纪录片。1957年他制作了自己的最后一部影片，由珍妮弗·瓊斯担任主演，这部影片票房成绩很糟糕，从此以后他退出了电影事业。1965年6月22日，大卫·O·塞尔兹尼克因为心脏病去世，时年63岁。